# Lisa Frankenstein
Pour les articles homonymes, voir Frankenstein.
Pour plus de détails, voir Fiche technique et Distribution.
Lisa Frankenstein est un film américain réalisé par Zelda Williams et sorti en 2024. Il s'agit de son premier long métrage.

## Synopsis
En 1989, Lisa — une lycéenne solitaire et impopulaire — réanime accidentellement un cadavre lors d'un orage. Il s'agit du corps d'un beau jeune homme de l'époque victorienne. Revenu à la vie, il va découvrir le monde moderne aux côtés de Lisa.

## Fiche technique
Sauf indication contraire, les informations mentionnées dans cette section peuvent être confirmées par la base de données cinématographiques IMDb,  présente dans la section « Liens externes ».
- Titre original : Lisa Frankenstein
- Réalisation : Zelda Williams
- Scénario : Diablo Cody
- Musique : Isabella Summers
- Décors : Andrew W. Bofinger
- Costumes : Meagan McLaughlin
- Photographie : Paula Huidobro
- Montage : Brad Turner
- Production : Diablo Cody et Mason Novick

Producteur délégué : Jeffrey Lampert
- Sociétés de production : MXN Entertainment
- Sociétés de distribution : Focus Features (États-Unis), Universal Pictures (international)
- Budget : 13 millions USD
- Pays de production :  États-Unis
- Langue originale : anglais
- Format : couleur
- Genre : comédie horrifique, comédie romantique, fantastique, science-fiction
- Durée : 101 minutes
- Dates de sortie[1] :
  - États-Unis : 9 février 2024
  - France  : 25 avril 2024 en VOD

## Distribution
- Kathryn Newton (VF : Camille Donda ; VQ : Ludivine Reding) : Lisa
- Cole Sprouse (VF : Clément Moreau ; VQ : Nicolas Bacon) : la créature, homme de l'époque victorienne ressuscité
- Liza Soberano : (VF : Valérie Bescht ; VQ : Célia Gouin-Arsenault) : Taffy
- Joe Chrest (VF : Guillaume Lebon ; VQ : Tristan Harvey) : Dale
- Carla Gugino (VF : Marjorie Frantz ; VQ : Camille Cyr-Desmarais) : Janet
- Henry Eikenberry (VF : Hugo Brunswick ; VQ : Philippe Vanasse-Paquet) : Michael
- Jenna Davis (en) : Lori
- Bryce Romero (VF : Maxime Baudouin ; VQ : Louis-Julien Durso) : Doug
- Joey Harris (VF : Esthèle Dumand ; VQ : Geneviève Bédard) : Tamara
- Sylvia Grace Crim (VF : Céline Legendre-Herda) : officier Waters
- Charlie Talbert (VF : Christophe Reymond) : Wayne
- Paola Andino (VF : Léa Issert) : Misty

 Source et légende : version française (VF) sur RS Doublage et selon le carton du doublage français cinématographique.
 Source et légende : version québécoise (VQ) sur Doublage.qc.ca

## Production
Le script est écrit par Diablo Cody. Elle annonce en juin 2022 qu'elle produira le film avec son partenaire Mason Novick. Zelda Williams est ensuite annoncée à la réalisation, pour ce qui est son premier long métrage comme réalisatrice. Kathryn Newton et Cole Sprouse sont ensuite annoncés dans les rôles principaux. Ils sont ensuite rejoints par Liza Soberano, Carla Gugino, Joe Chrest, puis par Henry Eikenberry.
Selon Cody, le film se déroule dans le même univers que le pastiche vampirique Jennifer's Body dont elle est également l'autrice.
Le tournage débute en août 2022 à La Nouvelle-Orléans et dure jusqu'en septembre,,.

## Hommages
Comme sources d'inspiration, Zelda Williams cite Edward aux mains d'argent, Le Jour des morts-vivants, La Mort vous va si bien et Une créature de rêve. Ce dernier titre s'avère également l'un des modèles principaux de Diablo Cody.
En effet, l'identité de l'héroïne, Lisa Frankenstein, est une double référence. Le prénom Lisa est un clin d'œil au personnage du long-métrage Une créature de rêve, réalisé par John Hughes en 1985 : selon Cody, les deux films présentent des protagonistes qui amènent leur idéal (féminin pour Une créature de rêve et masculin pour Lisa Frankenstein) à la vie et finissent par lui faire découvrir leur quotidien. Le nom Frankenstein fait évidemment référence au roman culte éponyme de Mary Shelley, paru en 1818.
Lors de la scène finale, la Créature lit à Lisa un extrait du Frankenstein de Shelley.
Lisa cite Georg Wilhelm Pabst comme son réalisateur favori ; son cauchemar fait en outre écho au cinéma expressionniste allemand. Plusieurs séances pastichent Le Voyage dans la Lune de Georges Méliès.

## Sortie et accueil
Distribué par Focus Features, Lisa Frankenstein est sorti dans les salles américaines le 9 février 2024.